# (5072) Hioki
(5072) Hioki (1931 TS1) – planetoida z pasa głównego asteroid okrążająca Słońce w ciągu 4 lat i 353 dni w średniej odległości 2,91 j.a. Została odkryta 9 października 1931 roku w Landessternwarte Heidelberg-Königstuhl w Heidelbergu przez Karla Reinmutha. Nazwa planetoidy została nadana na cześć Tsutomu Hioki, japońskiego astronoma, odkrywcy wielu asteroid.